# 33628 Spettel
33628 Spettel è un asteroide della fascia principale. Scoperto nel 1999, presenta un'orbita caratterizzata da un semiasse maggiore pari a 2,3839596 UA e da un'eccentricità di 0,1317597, inclinata di 9,75372° rispetto all'eclittica.